# 무라야마 도미이치
무라야마 도미이치(일본어: 村山 富市, 1924년 3월 3일~)는 8선 중의원 의원과 일본사회당 대표, 제81대 내각총리대신을 지낸 일본의 정치인이다.
생존중인 전직 총리대신 중에서 최고령으로 유일하게 다이쇼 시대에 태어났다. 또한 역대 총리대신 중 히가시쿠니 나루히코와 나카소네 야스히로에 이어 3번째로 나이가 많다.

## 생애

### 어린 시절에서 정계 입문까지

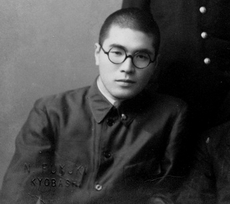
쓰키지의 인쇄 회사에서 일하던 시절의 무라야마 도미이치.

1924년 오이타현 오이타시에서 어부의 6남으로 태어났다. 무라야마의 아버지는 어선을 가지고 있을 정도로 비교적 여유가 있었지만 무라야마가 14살 때 아버지가 죽으면서 가세가 기울었다. 그 때문에 무라야마는 신문 배달 등을 하면서 학교를 다녀야 했다. 1936년 오이타시립 나카시마 심상소학교를, 1938년 오이타시립 오이타 고등소학교를 졸업한 뒤 도쿄에 가서 낮에는 기계 공장이나 인쇄 공장에서 일하고 밤에는 도쿄시립상업학교에서 공부를 했다.
1943년 구제 메이지 대학 전문부 정치경제과에 입학했는데 이때 마루타니 가네야스의 권유로 호즈미 고이치가 운영하는 반전 운동 단체에 가입했다. 1944년 학도병으로 징집돼 징병검사를 받고 육군 제23보병연대에 이등병으로 입대했다. 1945년 8월 15일 간부후보생으로서 육군 군조 계급 때 종전을 맞이한 뒤 복학하여 이듬해 졸업했다.
1948년 오이타현 어부청년동맹 서기장이 되었다. 어업협동조합 설립 등의 성과를 내고 어업청년동맹이 해산하자 오이타현 공무원 노동조합 서기로 활동했다. 1951년 오이타시의회 의원 선거에 출마했지만 낙선했다. 1953년 요시에를 만나 결혼했으며 1955년 오이타시의회 의원 선거에 일본사회당 공천으로 출마해 당선됐다. 이후 2선 시의원을 지냈으며 1963년에는 오이타현의회 의원 선거에 당선돼 내리 3선 현의원을 지냈다. 1972년 12월 총선에 출마해 당선됐다.

### 국회대책위원장과 사회당 위원장
1991년 7월 다나베 마코토가 신임 사회당 위원장이 되고 무라야마가 국회대책위원장에 취임했다. 1992년 「유엔 평화유지 활동 등에 대한 협력에 관한 법률」안의 통과를 막기 위해 국대위원장으로서 당을 진두지휘했지만 자유민주당, 공명당, 민사당 등 3당이 연립해 6월 중의원을 통과했다. 하지만 국대위원장으로 재임하면서 자민당의 가지야마 로쿠스케, 공명당의 간자키 다케노리 등 다른 당의 국대위원장과 연결 고리를 만드는 데 성공했다. 1993년 1월 다나베가 위원장에서 물러나고 야마하나 사다오가 새로 위원장이 되었지만 무라야마는 국대위원장에 유임했다.
리크루트 사건과 도쿄 사가와큐빈 사건으로 당세가 줄어든 자민당이 7월 총선에서 과반수를 얻지 못하자 사회당을 포함한 7개 야당이 연립하여 정권을 빼앗았다. 그렇게 8월 비자민·비공산 연립 정권인 호소카와 내각이 수립됐다. 야마하나는 정치개혁담당상이 되어 입각했지만 다음 달에 사회당의 총선 패배 책임을 지고 위원장에서 물러났다. 후임 위원장은 위원장 대행 구보 와타루가 유력시되었으나 구보는 선거에 출마하지 않았고 무라야마가 이토 마사토시를 꺾고 위원장에 당선됐다. 당선 후 구보를 서기장으로 기용했다.

### 자사사 연립 정권의 발족
1994년 4월 호소카와 모리히로가 총리대신직에서 물러날 무렵 사회당과 연립 정권 사이에는 감정의 골이 상당히 깊어져 있었다. 연립을 이끌던 신생당의 오자와 이치로는 좌파 정당인 사회당을 신뢰하지 않았고 사회당은 정권을 독단적으로 운영하고 사회당을 배제하려 드는 오자와를 불쾌하게 생각했다. 호소카와가 물러난 뒤 연립 정권은 신생당의 하타 쓰토무를 총리대신으로 추대했다.
그런데 그 직후에 신생당, 일본신당, 민사당 등이 합심하여 사회당을 빼놓은 채 교섭단체 개신을 결성했다. 연립 정권에서 사회당의 영향력을 낮추기 위한 목적이었고 사회당은 반발했다. 사회당은 연립에서 이탈할 뜻을 표명했고 하타 내각은 소수 여당 정권으로 전락했다. 다만 구보, 사토 간주, 우에하라 고스케, 아카마쓰 히로타카 등은 연립 복귀를 주장한 반면 야마구치 쓰루오, 오이데 슌, 노사카 고켄 등은 연립 이탈을 주장하는 등 사회당의 당내 분위기는 많이 어수선했다.
6월 25일 진퇴양난에 빠진 하타 내각은 총사직했다. 자유민주당 총재 고노 요헤이는 무라야마에게 접근해 연립 정권의 수반으로 사회당 위원장을 추대하겠다며 자신들과 손을 잡을 것을 권했고 사회당은 이를 받아들였다. 전직 총리대신인 가이후 도시키가 무라야마를 지지할 순 없다면서 탈당하여 오자와와 손을 잡고 무라야마에 맞섰지만 패배했다. 그렇게 신당 사키가케까지 참여한 자사사 연립 정권인 무라야마 내각이 발족하면서 1947년 가타야마 데쓰 이래 47년 만에 사회당 위원장 출신 총리대신이 탄생했다. 또한 2010년 6월 간 나오토가 총리대신이 되기까지 55년 체제가 출범한 이래 자민당 당적을 가진 적이 없던 사람이 총리대신이 된 유일한 사례이기도 했다.

### 무라야마 내각

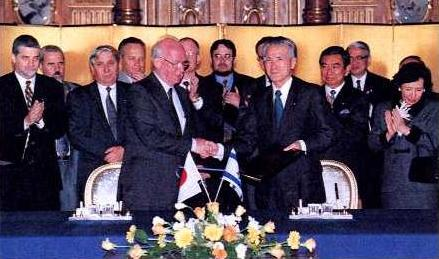
일본의 총리대신 무라야마 도미이치(오른쪽)와 이스라엘의 총리 이츠하크 라빈(왼쪽).

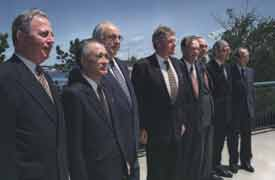
제21회 G7 정상회담에 참석한 각국 정상들.

1994년 7월 제130회 국회에서 소신표명연설을 통해 앞으로도 「일본과 미국 간의 상호 협력 및 안전 보장 조약」과 관련된 의무를 이행해 나갈 것이며 자위를 위한 필요최소한의 실력 조직인 자위대는 「헌법」이 인정하는 것으로 인식하고 있다고 말했다. 이는 사회당이 그때까지의 정책을 전환하는 분기점이 되었다. 11월 소비세율을 기존 3%에서 4%로 1%p 인상하고 여기에 지방소비세 1%를 더하는 세제 개혁 관련 법안을 성립시켰다.
1995년 1월 17일 효고현 남부 지진이 발생했는데 정부의 대응이 늦어 비판을 받았고 내각 지지율도 급락했다. 3월 20일에는 옴진리교 간부가 도쿄 지하철 사린 사건을 일으키는 등 사회적으로 불안감이 커져갔다.
5월 2일 총리대신으론 처음으로 중화인민공화국 루거우차오와 중국인민항일전쟁기념관을 방문했다. 10일 무라야마와 회담을 한 자유민주당 간사장 모리 요시로가 "무라야마 총리가 '과도적 내각에는 한계가 있다'라고 말했다"라는 얘기를 언론에 흘렸고 『요미우리 신문』이 총리대신이 퇴진 의향을 표명했다고 보도를 냈다. 다른 언론이 이를 모두 받아적으면서 큰 소동이 일어났고 연립 내각에서 모리를 비난하는 목소리가 나왔다.
6월 9일 연립 여당의 주도하에 중의원 본회의에서 「역사를 교훈으로 평화로의 결의를 새롭게 하는 결의」를 가결시켰다. 7월에 재단법인 여성을 위한 아시아 평화 국민 기금이 발족했고 같은 해 제17회 일본 참의원 의원 통상선거가 실시됐다. 이 선거에서 사회당의 의석수가 크게 줄어들자 무라야마는 사의의 뜻을 밝혔지만 총재 고노를 비롯해 자민당이 유임해줄 것을 요청하여 개조 내각을 꾸렸다. 8월 15일 무라야마 담화로 불리는 「전후 50주년의 종전기념일을 맞아」를 각의결정했다.
선거 패배를 전후로 한 시기에 무라야마는 주변에 총리대신에서 물러나겠다는 뜻을 자주 밝혔다. 그런데 적어도 신년도 예산안이 통과된 다음에나 물러날 것으로 보이던 무라야마가 1996년 1월 5일 돌연 퇴진 의사를 표명했다. 무책임한 태도라는 비판이 잇따랐고 과거사 청산 등 특필할 만한 성과를 냈다며 무라야마 내각에 호의적이던 『아사히 신문』조차 국민을 우롱하는 것도 정도가 있다며 내각을 강하게 성토했다.
갑작스런 퇴진의 배경으론 구보와의 관계가 악화되었다는 점, 주택금융전문회사 문제로 야당과의 갈등이 심각했던 점, 오키나와현 미군 기지 문제점 등이 꼽히지만 자세한 사정은 알려지지 않았다.
무라야마는 물러나면서 연립 정당 대표들을 불러 자사사 연립을 이어갈 것, 차기 총리대신은 자민당 총재가 맡을 것, 종교 단체에 지배되는 세력과는 손잡지 말 것 등 세 가지를 당부했다. 당부에 따라 자민당 총재 하시모토 류타로를 수반으로 하는 연립 정권 출범에 합의가 이루어졌고 11일 무라야마 내각이 총사직한 후 제1차 하시모토 내각이 발족했다.

### 총리대신 퇴임 후
총리대신에서 물러난 뒤에도 사회당 위원장 자리는 지켰지만 하시모토 내각에 입각하지는 않았다. 1996년 1월 17일 위원장 선거에서 아키바 다다토시를 꺾고 재선에 성공했다. 19일에는 사회당의 이름을 사회민주당으로 고치고 초대 당수가 되었다. 하지만 소속 의원 30여 명이 사키가케 간사장 하토야마 유키오가 제창한 신당 구상에 호응하여 9월에 민주당으로 당적을 옮겨갔다. 사민당의 위기 속에서 총선을 앞두고 중의원 해산 전 의장직에서 물러난 도이를 새 당수로 맞이하고 무라야마는 특별대표가 되었다. 10월에 진행된 총선에서 무라야마는 8선에 성공했지만 사민당은 해산 전 30석에서 선거 후 15석으로 당세가 더더욱 줄어들었다.
반면 어느 정도 당세를 회복한 자민당은 내부에서 더 이상 연립에 얽매일 필요가 없다는 목소리가 나오기 시작했고 제2차 하시모토 내각이 출범할 무렵에는 사키가케와 함께 사민당은 각외협력으로 전환했다. 1997년에는 「오키나와 특별조치법」안에 대해 여당이면서도 반대표를 던졌으며 1998년 6월에는 사민당이 먼저 자민당과의 정권협의를 파기했다. 이로써 자사사 연립 정권은 종말을 고했다.
1999년 7월 중의원 본회의에 「국기 및 국가에 관한 법률」안이 상정되자 반대표를 던졌지만 통과됐다. 10월 중국에서 건국 50주년 군사 퍼레이드가 열렸을 때 무라야마가 참석했다.
1999년 자민당의 노나카 히로무 등과 함께 조선민주주의인민공화국을 방문했다. 2000년 5월 14일 총리대신 오부치 게이조가 뇌경색으로 쓰러져 사망하자 30일 중의원 본회의에서 추도 연설을 했다.

### 정계 은퇴와 그후

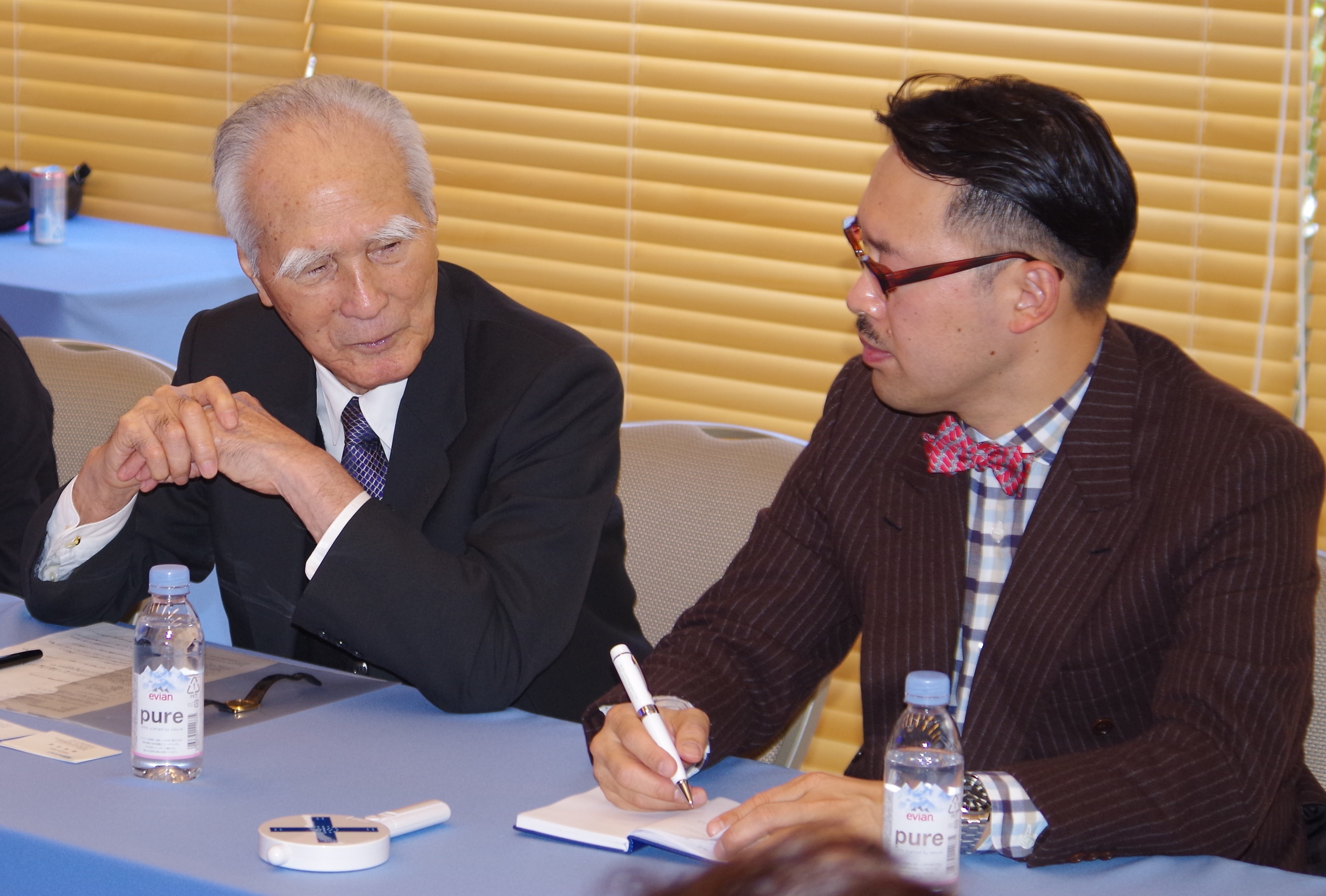
2015년 11월에 촬영한 사진. 오른쪽은 오카베 요시히코.

2000년 6월에 중의원이 해산되자 총선에 출마하지 않고 정계를 은퇴했다. 10월 하라 분베에의 후임으로 재단법인 여성을 위한 아시아 평화 국민 기금 이사장이 되었다. 2005년 1월 24일에 기금을 2007년 3월에 해산하겠다고 선언했다. 그리고 2007년 3월 6일 기자회견에서 위안부 관계 조사결과 발표에 관한 고노 내각관방장관 담화(일명 고노 담화)에 대한 당시 내각총리대신 아베 신조의 '나의 내각에서 변경할 수 없는 발언'에 대해 "(기금은) 고노 담화의 정신에 근거해 활동하고 있다. (아베) 총리가 고노 담화를 계승한다고 말한 한 그것을 신뢰한다"라고 말했다. 그리고 31일 기금이 정식 해산했다.
무라야마 내각 때 추진된 교토 영빈관 건설이 2005년 4월 17일 완공됐다. 당시 총리대신이던 고이즈미 준이치로가 하시모토, 모리와 함께 모리야마를 초대해 개관식전에 참석했다. 7월 16일에 오이타시에서 자동차를 운전하다가 자전거를 타고 가던 초등학교 4학년 남학생과 접촉 사고를 일으켰다. 학생은 양팔에 상처를 입었는데 당시 국민들은 전직 총리대신이 직접 운전을 했다는 사실에 놀랐다고 한다.
2006년 4월 총리대신으로서 국정을 담당해 중책을 맡았고 다년에 걸쳐 국회의원으로서 의안을 심의한 중책을 맡은 공로를 인정받아 동화대수장을 수장했다.
2009년 중국에서 건국 60주년 기념 군사 퍼레이드가 열리자 참석했다.
명예고문으로 있던 일중우호협회가 2013년 1월 방중단을 파견했는데 명예단장으로서 참여했다. 당시 단장은 협회장이기도 했던 전 자민당 간사장 가토 고이치였다. 무라야마는 중국에 가서 중일우호협회장 탕자쉬안과 회담했다. 2월에는 방중단 주요 멤버와 함께 당시 총리대신이던 아베를 만나 탕자쉬안과의 회담 내용을 보고했다. 당시 일본은 고이즈미 정권의 친미 일변 외교로 아시아 외교에서 상당한 어려움을 겪고 있었는데 아베는 이번 방중을 계기로 중국과의 정상회담을 희망하고 있었다. 한편 무라야마는 아베가 무라야마 담화의 노선을 변경할 수 있다고 시사한 데 대해 반대한다는 뜻도 전했다.
같은 달 사민당이 당사를 이전하면서 옛 당사를 철거하기로 했는데 철거 전에 사민당 의원들끼리 만남을 가졌다. 이 자리에서 무라야마는 "당세가 예전만 못해 안타깝다", "의원이 적어서 쓸쓸하다"라고 한탄했다. 5월 아베가 무라야마 담화를 어느 정도 궤도 수정을 하겠다는 자세를 보였지만 기본 방침까지 바꾸지는 않았다. 이에 7월 헌법 개정 반대 집회에 참석해 일본이 국제적으로 고립된다며 무라야마 담화 재검토에 반대하는 모습을 보였다.
같은 달 실시된 제23회 일본 참의원 의원 통상선거에서 사민당의 득표수가 크게 줄자 무라야마는 다음 달 BS-TBS의 프로그램에 출연해 "더 이상 사민당 같은 거에 구애받지 말고 헌법 개정 같은 공통 과제에 대해 당파를 초월해 협력하는 체제가 가능하면 가장 좋겠다. 다음 총선까지는 그런 체제를 만들어가는 게 중요하다"라고 발언했다. 기자회견에서도 "사민당은 이대로 가도 미래가 없다. 당에 얽매이지 말고 세력을 결집해야 한다. 새로운 당을 만들어도 좋다"라며 사민당이 야당 재편의 마중물이 되어 개헌 반대나 탈원전 등을 토대로 한 신당 결성을 꾀해 사민당의 발전적 해체가 필요하다고 제시했다.
2014년 2월 위안부 문제 등으로 한일 관계가 얼어붙자 대한민국을 찾아 무라야마 담화의 의의를 강연하고 대한민국의 국무총리 정홍원과 회담하는 등 한일정상회담 실현을 위해 노력했다. 10월 19일 한국 숭실대학교가 일본의 만행을 용서하고 화해한다는 의미로 일본의 양심적 지도자인 무라야마에게 명예 박사 학위를 수여하기로 하자 이를 받아들였다.
2015년 4월 오이타현지사 선거 때 오이타현지부가 자민당-공명당 후보와 민주당 후보 사이에서 어느 한 쪽을 지지할지 결정하지 못하고 자주투표하기로 결정하자 자민당 후보를 지원했다. 9월 중국 인민 항일 전쟁 및 세계 반파시즘 전쟁 승리 70주년 기념 대회에 참석했다. 무라야마는 일본 정부와는 상관없이 개인적으로 참여했다고 밝혔는데 방중 중에 건강 이상으로 잠시 입원을 했다.
90세를 넘긴 시점에서도 사민당 명예 당수와 NPO법인 일본-베트남 평화우호연락회의 회장 등 여러 역할을 맡으면서 자택이 있는 오이타와 도쿄를 오고가며 왕성한 정치 활동을 꾸준히 이어갔다.
2020년 11월 14일 사민당이 임시 담대회를 열어 희망하는 당원과 지방조직이 입헌민주당에 합류하는 것을 인정할지를 논의했다. 다수결에 부친 결과 인정하기로 하면서 사민당의 분열이 확정되었다. 무라야마는 이 결과에 대해 "어쩔 수 없다고는 하지만 당이 쪼개져서 더욱 작아지는 것은 유감이다"라고 했다. 12월 24일 고령을 이유로 사민당 명예 당수와 고문에서 물러났다. 다만 당원 자격은 계속 유지하겠다고 밝혔다.
2021년 7월 11일 자택에서 입헌민주당 대표 에다노 유키오와 회담했다. 에다노가 "선생님께서 건강하실 때 다시 한 번 리버럴한 정치를 만들겠습니다"라고 하자 무라야마는 에다노를 격려했고 에다노가 자택을 나설 때 현관 밖에까지 나가서 배웅했다.
2022년 9월 28일 중의원 의원회관에서 열린 이벤트에 영상 메시지를 보냈다.
2023년 4월 2일, 제20회 통일지방선거를 앞두고 99세 나이로 후쿠시마 미즈호 대표와 만남을 가지고 당을 응원했다.
2024년 3월 3일 생일을 맞이하여 히가시쿠니 나루히코, 나카소네 야스히로에 이어 3번째로 100세를 맞이한 일본 총리가 되었다.

## 주요 활동

### 1994년 무라야마 총리의 김일성 조전
1994년 김일성이 사망하자 무라야마는 일본사회당 명의로 김일성의 사망을 애도하는 조전을 보냈다. 이 같은 행보에 대해 일본사회당은 조선로동당과의 오랜 우호관계 때문이라고 밝히고 있으나, 한반도 문제 전문가들은 일본 특유의 국익을 위한 남과 북에 대한 줄다리기식 외교라고 분석했다.
당시 조전에서 무라야마는 "위대한 지도자 김 주석의 갑작스런 사망에 가슴깊이 우러나오는 깊은 애도의 뜻을 전한다"라고 밝혔다.

### 무라야마 담화
1995년 8월 15일에 열린 전후 50주년 기념식에서 각의 결정에 근거해 일본이 태평양 전쟁 이전이나 전쟁 중에 행했다고 생각되는 ‘침략’이나 ‘식민지 지배’에 대해 공식적으로 사죄했다. 이 ‘전후 50주년의 종전기념일을 맞아’, 통칭 무라야마 담화는 이후의 정권에서도 일본 정부의 공식적인 역사 견해로 이해되고 있다. 그러나 보수적인 의원 등에 의해 무라야마 담화와 다른 견해의 발언이 문제가 되어 중국 및 한국 정부로부터 반발하는 경우가 있었다. 진보적인 입장에서는 이 담화를 두고 ‘결국 나쁘다고는 생각하지만 일본 정부는 어쩔 수 없이 태평양 전쟁에 말려든 것이다’는 입장에 지나지 않는다고 평가하기도 한다. 명칭에는 무라야마 개인의 담화로 표현되지만 이는 각의의 결정을 거친 담화로 무라야마 개인의 사적인 견해가 아닌 당시 정부의 공식 견해이다.

### 한일병합에 대한 발언 논란
1995년 8월, 무라야마는 한일병합은 합법적이었다는 발언으로 논란을 빚었다. 이는 일본 정부의 종래 입장을 그대로 되풀이한 것이고 그동안 사회당 위원장으로서 침략 전쟁 인정과 과거 사죄에 앞장서 온 무라야마의 발언이라는 점에서 더욱 충격을 줬다. 이런 발언에 대해 당시 대한민국 외교통상부는 소극적으로 대응해 국민들의 거센 질타를 받았다. 당시 무라야마의 이 발언에 뉴욕에서 열릴 예정이던 양국간 정상회담마저 무산되었고 양국의원연맹 합동총회가 연기되는 등 한일 관계는 최악의 상황으로 경색되었다.
무라야마는 또 일본 정부가 과거의 역사에 대해 깊은 반성과 사죄의 뜻을 밝혔지만 이는 정치적·도의적인 것일 뿐이라고 덧붙였다. 일본의 내각총리대신이 공식석상에서 한일병합을 합법이라고 말한 것은 매우 이례적인 것으로 지적받았다. 그러나 일본 정부는 지난 65년 한일 국교 정상화 이후 줄곧 한일병합조약은 합법이라고 주장해 왔으며 일본의 수많은 정치인들도 같은 주장을 되풀이하고 있다. 최근의 예로는 1995년 6월 전 외무상 와타나베가 지방에서 한 강연을 통해 한일병합이 강제로 체결된 것이 아니며 합법이라고 주장해 물의를 빚었다. 무라야마는 단편적으로 들으면 오해를 사겠지만 의사록을 잘 읽어보면 자신의 생각을 쉽게 알 수 있을 것이라며 발언을 철회하지 않았다.
무라야마는 17일에도 한일병합조약은 형식적으로 존재한다고 말해 이 조약이 합법적으로 체결됐음을 거듭 강조했다. 무라야마는 참의원 예산위원회 답변을 통해 이같이 말하고 병합조약의 형식과 정치적·도의적 견해는 별개라고 밝혔다. 그러나 무라야마는 정치적·도의적 실태론으로 판단하면 한일병합조약이 대등하고 평등하게 체결된 것은 아니라고 인정하면서 자신의 발언이 파문을 일으킨 데 대해 우려한다고 말했다. 무라야마는 식민지 지배가 현실적으로 있었던 만큼 사실을 직시하고 사과할 것은 사과해야 한다고 덧붙였다. 하지만 무라야마는 지난 5일 한일병합조약과 관련한 자신의 망언을 취소하지는 않았다.
그러다 11월 19일, 대한민국의 대통령 김영삼과의 회담에서 자신의 발언에 대한 잘못을 시인함으로써 이 사건은 일단락되었다.

### 여성을 위한 아시아 평화 국민 기금 설립
1994년 8월, 일본군 위안부 문제와 관련해 민간 기금에 의한 위문금 지급 구상을 발표하고, 1995년 7월에 총리부와 외무성 관할하에 재단법인 여성을 위한 아시아 평화 국민 기금을 설립했다. 이를 통해 1997년 1월, 처음으로 한국인 위안부에게 위문금을 지급했다.
무라야마 내각이 출범하기 이전에 국비를 이용한 손해배상이나 정부의 사죄를 요구하는 소송이 각지에서 일어나고 있었다. 그러나 일본 정부는 다른 나라와 조약을 체결했을 때 이러한 문제는 해결이 완료되었다는 입장으로 국비를 이용했는데 위안부에 대해 손해배상을 하는 것은 있을 수 없는 일이라는 방침을 고수했다.
무라야마의 구상에서는 정부가 기금을 설립하고 이에 소요되는 자금은 민간의 지원으로 하는 것으로 직접적인 국비의 투입을 피하는 동시에 모금에 의한 국민의 진지한 생각이 표현되는 것으로 양자의 주장을 포함하면서 문제 해결을 도모하는 목적을 가지고 있었다. 이 기금의 초대 이사장으로는 하라 분베에가, 2대 이사장으로는 총리대신에서 퇴임한 무라야마가 취임해 6억여 엔의 모금액을 이용해 위안부 피해자의 생활 지원과 함께 여성의 명예 및 존엄과 관련된 사업을 진행해 왔다. 필리핀, 대한민국, 타이완 등에서 지원사업을 전개했으며, 인도네시아 사업이 종료될 것으로 예정된 2007년 3월에 해산하기로 발표되었다.

## 역대 선거 결과
|  | 0% |

|  | 0% |

|  | 0% |

|  | 0% |

|  | 0% |

|  | 0% |

|  | 22.4% |

|  | 24.0% |

|  | 19.2% |

|  | 14.5% |

|  | 25.9% |

|  | 22.5% |

|  | 22.2% |

|  | 23.8% |

|  | 59.5% |

## 같이 보기
- 옥류관
- 간 나오토
- 무라야마 담화

### 내용주
1. ↑  여당 대표가 사망했을 때 제1야당 대표가 중의원에서 추도 연설을 하는 것이 오랜 관례였다. 이에 따라 본래라면 민주당 대표 하토야마 유키오가 연설을 해야 했지만 유족들이 이를 거부했기에 전 야당 대표이면서 전 총리대신이던 무라야마가 연설을 맡았다.

### 참조주
1. 1 2  本田雅俊 (2008년 7월 29일). 《総理の辞め方》 (일본어). PHP研究所. 222–231쪽. ISBN 978-4-569-70085-4.
2. ↑  村山富市「私の政治人生」村山富市・佐高信『「村山談話」とは何か』角川書店、2009年、98頁。
3. ↑  村山富市「私の政治人生」村山富市・佐高信『「村山談話」とは何か』角川書店、2009年、113頁。
4. ↑  中国・日本　両国人民の友好の絵巻物」中国網
5. ↑  『平成政治史 1』, 344–345쪽.
6. ↑  北海道新聞夕刊平成8年1月9日
7. 1 2  村山富市元首相が中国軍事パレードに出席・・・これまで３回、連続してすべてに顔出す＝中searchaina(2015-09-03)searchinaweb魚拓
8. ↑  村山元首相が交通事故　自転車の子どもに衝突 - 共同通信、2005年7月16日
9. ↑  「日本の勲章・褒章（賞勲局） 보관됨 2013-08-23 - 웨이백 머신」内閣府、2006年。
10. ↑  尖閣問題で意見交換。菅官房長官「大いに話を」日中友好協会が訪中2013年1月28日　MSN産経ニュース
11. ↑  村山元首相、安倍首相に１月末の訪中会談内容を報告2013年2月1日　MSN産経ニュース
12. ↑  社民が旧党本部でお別れ会＝村山元首相「低迷歯がゆい」[깨진 링크(과거 내용 찾기)]2013年2月27日　時事ドットコム
13. ↑  村山談話「継承」安倍首相が軌道修正2013年5月16日　MSN産経ニュース
14. ↑  村山元首相が訴え「談話を見直せば日本は孤立する」2013年7月2日　MSN産経ニュース
15. ↑  村山元首相、「社民党にこだわらず。次期衆院選は新党」で2013年8月19日　MSN産経ニュース
16. ↑  韓国・崇実大が村山元首相に名誉博士号　あす授与式 聯合ニュース 2014年10月8日t
17. ↑  “「大分創生」広瀬さん　村山元首相らが支援”. 《読売新聞》 (일본어). 2014년 4월 13일. 2024년 3월 23일에 확인함.[깨진 링크(과거 내용 찾기)]
18. ↑  “広瀬・大分知事4期目「初心忘れず県民の声聞く」”. 《日本経済新聞》 (일본어). 2014년 4월 14일. 2024년 3월 23일에 확인함.
19. ↑  “村山元首相、自民系候補にエール　地元・大分の首長選”. 《朝日新聞》 (일본어). 2014년 4월 16일. 2016년 1월 9일에 원본 문서에서 보존된 문서. 2024년 3월 23일에 확인함.
20. ↑  “村山元首相：体調不良で入院　抗日記念行事出席で訪中 毎日新聞”. 2015년 9월 4일에 원본 문서에서 보존된 문서. 2024년 3월 23일에 확인함.
21. ↑  https://www.oita-press.co.jp/1010000000/2020/12/25/081418375
22. ↑  “社民党、幹事長と副党首の離党承認　立憲に合流、所属国会議員は2人に”. 《毎日新聞》 (일본어). 2020년 12월 24일. 2020년 12월 24일에 원본 문서에서 보존된 문서. 2024년 3월 23일에 확인함.
23. ↑  “枝野氏、村山元首相を表敬 「リベラルな政権」へ決意：時事ドットコム”. 《時事ドットコム》 (일본어). 2021년 7월 11일에 원본 문서에서 보존된 문서. 2024년 3월 23일에 확인함.
24. ↑  INC, SANKEI DIGITAL (2021년 7월 11일). “立憲・枝野代表が村山元首相と面会「もう一回、リベラルな政治を」”. 《産経ニュース》 (일본어). 2024년 3월 23일에 확인함.
25. ↑  https://web.archive.org/web/20220928094523/https://www.jiji.com/jc/article?k=2022092801068&g=pol
26. ↑  김재철 (1994년 7월 13일). “무라야마 일본 총리, 사회당 위원장 자격 북측에 조전 보내[김재철]”. 《MBC》 (도쿄). 2023년 4월 19일에 확인함.
27. ↑  “日총리 北에 哀悼 전문”. 《동아일보》. 1994년 7월 13일. 2023년 4월 19일에 확인함.
28. ↑  “무라야마 북한에 조전”. 《한겨레》. 1994년 7월 13일. 2023년 4월 19일에 확인함.
29. ↑  홍성균 (1994년 7월 13일). “日총리 社會黨위원장 명의 弔電”. 《경향신문》 (모스크바). 2023년 4월 19일에 확인함.
30. ↑  김용수 (1995년 10월 10일). “日총리,"한일합방 법적으로 유효"발언 파문”. 《연합뉴스》 (도쿄). 2014년 2월 23일에 확인함.
31. ↑  김용수 (1995년 10월 14일). “日정부, 합방조약 합법체결 입장 고수”. 《연합뉴스》 (도쿄). 2024년 3월 23일에 확인함.
32. ↑  “정부 日망언파문 대응 미온-1”. 《연합뉴스》 (서울). 1995년 10월 18일. 2024년 3월 23일에 확인함.
33. ↑  “日총리,유엔서 金대통령과 정상회담안해”. 《연합뉴스》 (도쿄). 1995년 10월 16일. 2024년 3월 23일에 확인함.
34. ↑  “韓日의원연맹 합동총회 연기확정”. 《연합뉴스》 (서울). 1995년 10월 19일. 2024년 3월 23일에 확인함.
35. ↑  김인영 (1995년 10월 11일). “일본 총리 망언에 대한 강경대응 촉구”. 《KBS》. 2019년 1월 10일에 확인함.
36. ↑  유승재 (1995년 10월 10일). “일본 무라야마 총리 망언”. 《KBS》 (도쿄). 2019년 1월 10일에 확인함.
37. ↑  정창훈 (1995년 10월 17일). “무라야마 일본 총리 "합병 합법" 되풀이”. 《KBS》. 2019년 1월 10일에 확인함.
38. ↑  “'망언'잘못 시인”. 《한겨레》. 1995년 11월 15일. 2014년 10월 11일에 확인함.
39. ↑  “"日은 과거역사 바로봐야"金대통령 "韓國民고통에 깊이사과"무라야마 韓·日정상회담”. 《매일경제》 (오사카). 1995년 11월 19일. 2014년 10월 11일에 확인함.
40. ↑  이동관 (1995년 11월 19일). “韓-日 정상회담「과거사妄言 갈등」일단 봉합”. 《동아일보》 (오사카). 2014년 10월 11일에 확인함.

## 참고 문헌
- 石原信雄『官かくあるべし ― 7人の首相に仕えて』小学館、1997年。ISBN 9784094020311。
- 佐々淳行『後藤田正晴と十二人の総理たち』文藝春秋、2006年。ISBN 4163681205。
- 清原芳治『村山富市 ― その軌跡と使命』大分合同新聞文化センター、2006年。
- 後藤謙次 (2014년 4월 17일). 《ドキュメント 平成政治史 1　崩壊する55年体制》. 岩波書店. ISBN 978-4000281676.